# NBA Live 2004
NBA Live 2004 est un jeu vidéo de basket-ball sorti en 2003 et fonctionne sur PlayStation 2, Xbox, Gamecube et PC. Le jeu a été développé par EA Canada puis édité par Electronic Arts.